# George Wellesley
Sir George Greville Wellesley (2. srpna 1814, Londýn, Anglie – 6. dubna 1901, Londýn, Anglie) byl britský admirál, synovec maršála Wellingtona. U Royal Navy sloužil od roku 1828 a již ve třiceti letech byl kapitánem. Jako námořní důstojník se vyznamenal v krymské válce, později sloužil v různých destinacích britské koloniální říše. V roce 1875 byl povýšen na admirála a v letech 1877–1879 zastával funkci prvního námořního lorda.

## Životopis
Pocházel z významného šlechtického rodu Wellesleyů, narodil se jako syn královského kaplana Geralda Wellesleye (1770–1848), po matce byl potomkem rodu Cadoganů. Do královského námořnictva vstoupil v roce 1828, poté studoval na námořní škole v Portsmouthu a v roce 1838 byl povýšen na poručíka. Sloužil ve Středomoří a Indii, v roce 1844 dosáhl hodnosti kapitána. V rámci baltského loďstva se zúčastnil krymské války a v roce 1856 získal Řád lázně. V následujících letech sloužil u břehů severní Ameriky, v Karibiku a znovu v Indii. V roce 1863 dosáhl hodnosti kontradmirála a v letech 1865–1869 byl superintendantem loděnic v Portsmouthu. V roce 1869 byl povýšen do hodnosti viceadmirála a dvakrát zastával funkci vrchního velitele v severní Americe a v Karibiku (1869–1870, 1873–1875), mezitím byl vrchním velitelem v Lamanšském průlivu (1870–1871). V roce 1875 dosáhl hodnosti admirála a v Disraeliho vládě zastával funkci prvního námořního lorda (1877–1879). V roce 1879 odešel do výslužby a v roce 1887 obdržel velkokříž Řádu lázně.
Jeho manželkou byla Elizabeth Lukin (1816–1906), dcera kněze George Williama Lukina a neteř admirála Williama Lukina. Z manželství se narodila jediná dcera Olivia (1857–1956), provdaná za podplukovníka Henryho Trottera.